# Tibor Heffler
Tibor Heffler (Dunaújváros, 17 maggio 1987) è un ex calciatore ungherese, di ruolo difensore o centrocampista.

## Carriera

### Club
Muove i primi passi nel mondo del calcio con il Dunaferr squadra della sua città natale, nel 2004 passa al Paks e dopo una sola annata trascorsa nelle giovanili viene promosso in prima squadra centrando a fine stagione la promozione nella massima serie, vincendo il campionato di NBII. Nel corso degli anni diviene uomo-squadra e leader della difesa della squadra bianco-verde nonché capitano, lascia la squadra dopo nove stagioni e un totale di 308 presenze e 24 reti che lo rendono primatista di presenze del club dell'omonima cittadina ungherese. Ad agosto 2014 si trasferisce al Videoton con cui si laurea al termine della stagione campione d'Ungheria assieme al resto della squadra. Nella stagione 2016-17 lascia il Videoton per accettare la proposta del Puskás Akadémia appena retrocesso in NBII scendendo di categoria, al termine della stagione con 2 reti messe a segno in 33 presenze contribuisce alla vittoria del campionato facendo così ritornare la squadra prontamente nella massima serie. Dopo un periodo da svincolato il 13 ottobre 2017 si accasa al Cegléd restando sempre in NBII, ma dopo sole 8 presenze il 31 gennaio passa ai campioni in carica d'Ungheria dell'Honvéd firmando un contratto triennale. Fa il suo esordio il 21 febbraio nell'andata degli ottavi di finale di Magyar Kupa contro il Siófok. Resta con la squadra di Kispest per un altro anno e mezzo raccogliendo 45 presenze senza mai andare a segno, rescindendo il contratto il 31 agosto 2019 restando svincolato.

### Nazionale
Ha esordito con la nazionale ungherese nel 2003 giocando 3 incontri con l'Under-17, dal 2005 al 2006 è sceso in campo in 3 occasioni segnando un gol con l'Under-19, dal 2007 al 2009 ha fatto parte dell'Under-20 giocando un solo match, mentre nel 2014 entra nel giro della nazionale maggiore e dopo varie chiamate in cui non è stato impiegato il ct Attila Pintér lo fa esordire il 4 giugno 2014 nell'amichevole Ungheria-Albania (1-0), giocando tre giorni dopo per tutti i 90 minuti anche l'amichevole vinta 3-0 con il Kazakistan.

## Statistiche

### Presenze e reti nei club
Statistiche aggiornate al 5 settembre 2019.
| Stagione            | Squadra         | Campionato      | Campionato | Campionato | Coppe nazionali | Coppe nazionali | Coppe nazionali | Coppe continentali | Coppe continentali | Coppe continentali | Altre coppe | Altre coppe | Altre coppe | Totale | Totale |
| Stagione            | Squadra         | Comp            | Pres       | Reti       | Comp            | Pres            | Reti            | Comp               | Pres               | Reti               | Comp        | Pres        | Reti        | Pres   | Reti   |
| ------------------- | --------------- | --------------- | ---------- | ---------- | --------------- | --------------- | --------------- | ------------------ | ------------------ | ------------------ | ----------- | ----------- | ----------- | ------ | ------ |
| 2005-2006           | Paks            | NBII            | 21         | 1          | MK              | 0               | 0               |                    | -                  | -                  |             | -           | -           | 21     | 1      |
| 2006-2007           | Paks            | NBI             | 26         | 5          | MK              | 1               | 0               | -                  | -                  | -                  | -           | -           | -           | 27     | 5      |
| 2007-2008           | Paks            | NBI             | 23         | 4          | MK+MLK          | 0+13            | 0+1             | -                  | -                  | -                  | -           | -           | -           | 36     | 5      |
| 2008-2009           | Paks            | NBI             | 30         | 0          | MK+MLK          | 0+5             | 0+2             | -                  | -                  | -                  | -           | -           | -           | 35     | 2      |
| 2009-2010           | Paks            | NBI             | 27         | 0          | MK+MLK          | 2+14            | 0+3             | -                  | -                  | -                  | -           | -           | -           | 43     | 3      |
| 2010-2011           | Paks            | NBI             | 30         | 2          | MK+MLK          | 3+6             | 0+0             | -                  | -                  | -                  | -           | -           | -           | 39     | 2      |
| 2011-2012           | Paks            | NBI             | 30         | 0          | MK+MLK          | 1+7             | 0+0             | UEL                | 5                  | 0                  | -           | -           | -           | 43     | 0      |
| 2012-2013           | Paks            | NBI             | 29         | 0          | MK+MLK          | 3+3             | 0+0             | -                  | -                  | -                  | -           | -           | -           | 35     | 0      |
| 2013-2014           | Paks            | NBI             | 17         | 3          | MK+MLK          | 1+6             | 0+1             | -                  | -                  | -                  | -           | -           | -           | 24     | 4      |
| lug.-ago. 2014      | Paks            | NBI             | 5          | 2          | MK+MLK          | -               | -               | -                  | -                  | -                  | -           | -           | -           | 5      | 2      |
| Totale Paks         | Totale Paks     | Totale Paks     | 238        | 17         |                 | 65              | 7               |                    | 5                  | 0                  |             | -           | -           | 308    | 24     |
| ago. 2014-2015      | Videoton        | NBI             | 12         | 0          | MK+MLK          | 6+5             | 0+1             | -                  | -                  | -                  | -           | -           | -           | 23     | 1      |
| 2015-2016           | Videoton        | NBI             | 10         | 0          | MK              | 3               | 0               | UCL+UEL            | 0+0                | 0+0                | MS          | 0           | 0           | 13     | 0      |
| Totale Videoton     | Totale Videoton | Totale Videoton | 22         | 0          |                 | 14              | 1               |                    | 0                  | 0                  |             | 0           | 0           | 36     | 1      |
| 2016-2017           | Puskás Akadémia | NBII            | 33         | 2          | MK              | 2               | 0               | -                  | -                  | -                  | -           | -           | -           | 35     | 2      |
| ott. 2017-gen. 2018 | Cegléd          | NBII            | 8          | 0          | MK              | 0               | 0               |                    | -                  | -                  | -           | -           | -           | 8      | 0      |
| gen.-giu. 2018      | Honvéd          | NBI             | 14         | 0          | MK              | 4               | 0               | UCL                | -                  | -                  | -           | -           | -           | 18     | 0      |
| 2018-2019           | Honvéd          | NBI             | 31         | 0          | MK              | 5               | 0               | UEL                | 3                  | 0                  | -           | -           | -           | 39     | 0      |
| lug.-ago. 2019      | Honvéd          | NBI             | 0          | 0          | MK              | 0               | 0               | UEL                | 1                  | 0                  | -           | -           | -           | 1      | 0      |
| Totale Honvéd       | Totale Honvéd   | Totale Honvéd   | 45         | 0          |                 | 9               | 0               |                    | 4                  | 0                  |             | -           | -           | 58     | 0      |
| Totale carriera     | Totale carriera | Totale carriera | 341        | 19         |                 | 90              | 8               |                    | 9                  | 0                  |             | 0           | 0           | 450    | 27     |

### Cronologia presenze e reti in nazionale
| Cronologia completa delle presenze e delle reti in nazionale ― Ungheria | Cronologia completa delle presenze e delle reti in nazionale ― Ungheria | Cronologia completa delle presenze e delle reti in nazionale ― Ungheria | Cronologia completa delle presenze e delle reti in nazionale ― Ungheria | Cronologia completa delle presenze e delle reti in nazionale ― Ungheria | Cronologia completa delle presenze e delle reti in nazionale ― Ungheria | Cronologia completa delle presenze e delle reti in nazionale ― Ungheria | Cronologia completa delle presenze e delle reti in nazionale ― Ungheria |
| Data                                                                    | Città                                                                   | In casa                                                                 | Risultato                                                               | Ospiti                                                                  | Competizione                                                            | Reti                                                                    | Note                                                                    |
| ----------------------------------------------------------------------- | ----------------------------------------------------------------------- | ----------------------------------------------------------------------- | ----------------------------------------------------------------------- | ----------------------------------------------------------------------- | ----------------------------------------------------------------------- | ----------------------------------------------------------------------- | ----------------------------------------------------------------------- |
| 4-6-2014                                                                | Budapest                                                                | Ungheria                                                                | 1 – 0                                                                   | Albania                                                                 | Amichevole                                                              | -                                                                       |                                                                         |
| 7-6-2014                                                                | Budapest                                                                | Ungheria                                                                | 3 – 0                                                                   | Kazakistan                                                              | Amichevole                                                              | -                                                                       |                                                                         |
| Totale                                                                  |                                                                         | Presenze                                                                | 2                                                                       |                                                                         | Reti                                                                    | 0                                                                       |                                                                         |

## Palmarès

### Club

#### Competizioni nazionali
- Campionato ungherese di NBII: 2

Paks: 2005-2006
Puskás Akadémia: 2016-2017
- Campionato ungherese: 1

Videoton: 2014-2015